# Vegetal (roman)
Vegetal (2014) este un roman science fiction scris în colaborare de autorii români Dănuț Ungureanu și Marian Truță. Cartea este o distopie ecologică bazată pe o idee a lui Marian Truță și le-a adus celor doi autori comparația cu un cuplu celebru al SF-ului românesc, Romulus Bărbulescu-George Anania.

## Intriga
Acțiunea se petrece într-un viitor nu foarte îndepărtat, în care Pământul a cunoscut o explozie a vegetației care a sufocat civilizația umană. Ultimele comunități trăiesc acum izolate de regiuni întinse ocupate de floarea-soarelui, porumb și grâu, toate extrem de agresive.
Într-un sat din apropierea Piteștiului, adolescentul Milu trăiește alături de bunica sa. În fiecare zi, ei trebuie să iasă la săpat și la secerat în jurul casei, pentru a împiedica porumbul crescut peste noapte să le invadeze casa. Singurele clipe de relaxare ale băiatului sunt cele petrecute alături de Ina, o fată din sat, împreună cu care se refugiază în podul școlii părăsite și citesc din operele lui Jules Verne.
Într-o zi, în sat poposește un tractorist, care se cazează în casa Inei. Ei îi ajută pe localnici să curețe mai multe hectare de teren, mașina lui dovedindu-se un adversar redutabil în fața lanului de porumb. Popasul său este de scurtă durată, întrucât el merge spre Dunăre cu câteva mostre de semințe despre care se speră că sunt necontaminate. Ajunse în mâna cercetătorilor de acolo, ele pot oferi oamenilor o șansă să lupte împotriva invaziei vegetale. 
Înainte de a părăsi satul, el îi face cadou lui Milu o macetă. Cu ajutorul acesteia, băiatul reușește să curețe o suprafață mai mare din jurul casei, dar gestul său atrage o contraofensivă a porumbului. Într-o singură după-amiază, casa sa este atacată de plantele care o omoară pe bunica sa. Rămas singur, Milu decide să plece pe urmele tractoristului. Călătoria este deosebit de primejdioasă, dar băiatul încearcă să profite de momentele zilei în care plantele dormitează, iar seara caută să se adăpostească la umbra vreunui copac.
În periplul său găsește cadavrul tractoristului, alături de mașina stricată. El ia unul din sacii cu semințe și-și continuă călătoria. După o serie de peripeții care-l determină să se întrebe dacă realitatea este cu adevărat cea pe care o vede, sau e vorba doar de o halucinație, Milu ajunge la stațiunea științifică. Din păcate, semințele aduse se dovedesc a nu fi bune, iar băiatul își continuă călătoria spre Dunăre, dincolo de care speră să găsească izbăvirea. Sosirea la destinație îl pune în fața unei noi decepții: celălalt mal al Dunării este și el plin cu lanuri de porumb. Finalul îl pune pe Milu în fața încercării de a găsi modul în care poate supraviețui aceastei lumi.

## Personaje
- Milu - un adolescent de 14 ani care trăiește alături de bunica lui într-un sat argeșean; după moartea acesteia, pornește prin lume în încercarea de a găsi o modalitate de a combate asaltul plantelor
- Ina - adolescentă din același sat cu Milu, de care acesta este îndrăgostit
- Cocoșu - tatăl Inei, bețiv și recalcitrant; păstrează câteva rezerve de semințe despre care speră că nu sunt infectate
- Bunica - bunica lui Milu, care are grijă de el după moartea părinților acestuia
- Tractoristu - șofer de tractor care călătorește prin țară, ajutând sătenii să facă față atacului planetelor și transportând către centrele de cercetare semințe despre care se crede că ar fi sănătoase

## Opinii critice
Criticul Cătălin Badea-Gheracostea consideră cartea a fi „una de anticipație, mai mult, una post-apocaliptică, [...] de sugestie a direcțiilor și echivalențelor altor lecturi, [...] o carte care mimează stilul romanelor inițiatice, al celor de aventuri și o carte care se folosește de mărcile fantastice”. Scriitorul Florin Pîtea o compară cu Sera lui Brian Aldiss și cu romanele timpurii ale lui J.G. Ballard, iar Teodora Matei cu Amintiri din copilărie a lui Ion Creangă. Mihai Iovănel este de părere că „cei doi autori s-au armonizat impecabil” și vede în roman „basmul plin de oroare al unei inițieri, al unui ritual de trecere”.